# Cajamarca (vùng)
Cajamarca là một vùng ở Peru. Thủ phủ là thành phố Cajamarca. Vùng này nằm ở phía bắc Peru, giáp biên giới với tỉnh Zamora-Chinchipe của Ecuador. Vùng này nằm trong dãy Andes, và một phần trong rừng mưa Amazon.
Vùng này được chia thành 13 tỉnh, tỉnh lỵ trong ngoặc đơn:
1. Cajabamba (Cajabamba)
2. Cajamarca (Cajamarca)
3. Celendín (Celendín)
4. Chota (Chota)
5. Contumazá (Contumazá)
6. Cutervo (Cutervo)
7. Hualgayoc (Bambamarca)
8. Jaén (Jaén)
9. San Ignacio (San Ignacio)
10. San Marcos (San Marcos)
11. San Miguel (San Miguel de Pallaques)
12. San Pablo (San Pablo)
13. Santa Cruz (Santa Cruz de Succhubamba)

Logo chính phủ vùng